# Partito del Socialismo Democratico (Repubblica Ceca)
Il Partito del Socialismo Democratico (in ceco: Strana demokratického socialismu - SDS) è un partito politico ceco di orientamento socialista democratico fondato nel 1997 mediante la confluenza di due distinti soggetti politici:
- il Partito della Sinistra Democratica (Strana demokratické levice - SDL), costituitosi nel 1990 col nome di Sinistra Democratica della Repubblica Federale Ceca e Slovacca (Demokratická levice ČSFR - DL ČSFR), poi ridenominato nel 1993;
- il Blocco di Sinistra (Levý blok), nato nel 1993 dalla dissoluzione dell'omonima coalizione presentatasi in occasione delle elezioni parlamentari del 1992 e che raggruppava DL ČSFR e il Partito Comunista di Boemia e Moravia (che proseguì autonomamente la propria attività politica).

È fondatore del Partito della Sinistra Europea.